# Stenopus spinosus
Il gambero meccanico o alifantozza rosa (Stenopus spinosus Risso, 1826) è una specie di gambero della famiglia Stenopodidae.

## Habitat e distribuzione
Unica specie del genere Stenopus presente nel Mar Mediterraneo. Reperibile su fondali duri o in grotta, da 10-15 metri fino a circa 700 metri di profondità.

## Descrizione
Corpo di colore arancio-rosso fino a giallo. Caratteristiche le lunghe antenne, di colore bianco, e la punta delle chele dello stesso colore. Fino a 6 centimetri.

## Alimentazione e comportamento
È una specie sciafila, tipicamente notturna. Si nutre di vermi, larve, molluschi, altri crostacei.